# ويليام هايوجارد
ويليام هايوجارد (بالإنجليزية: William Haugaard) هو مهندس معماري أمريكي، ولد في 1889، وتوفي في سبتمبر 1948.